# 柳田勉
柳田 勉（やなぎだ つとむ、1949年〈昭和24年〉2月9日 - ）は、日本の物理学者。専門は素粒子物理学。1979年にシーソー機構を、1986年に福来正孝とレプトジェネシスを提唱し、西宮湯川記念賞・仁科記念賞・フンボルト賞・戸塚洋二賞を受賞。理学博士（広島大学）。東北大学理学部助教授・東京大学大学院理学系研究科物理学専攻教授・同大学カブリ数物連携宇宙研究機構特任教授を歴任。

## 来歴・人物

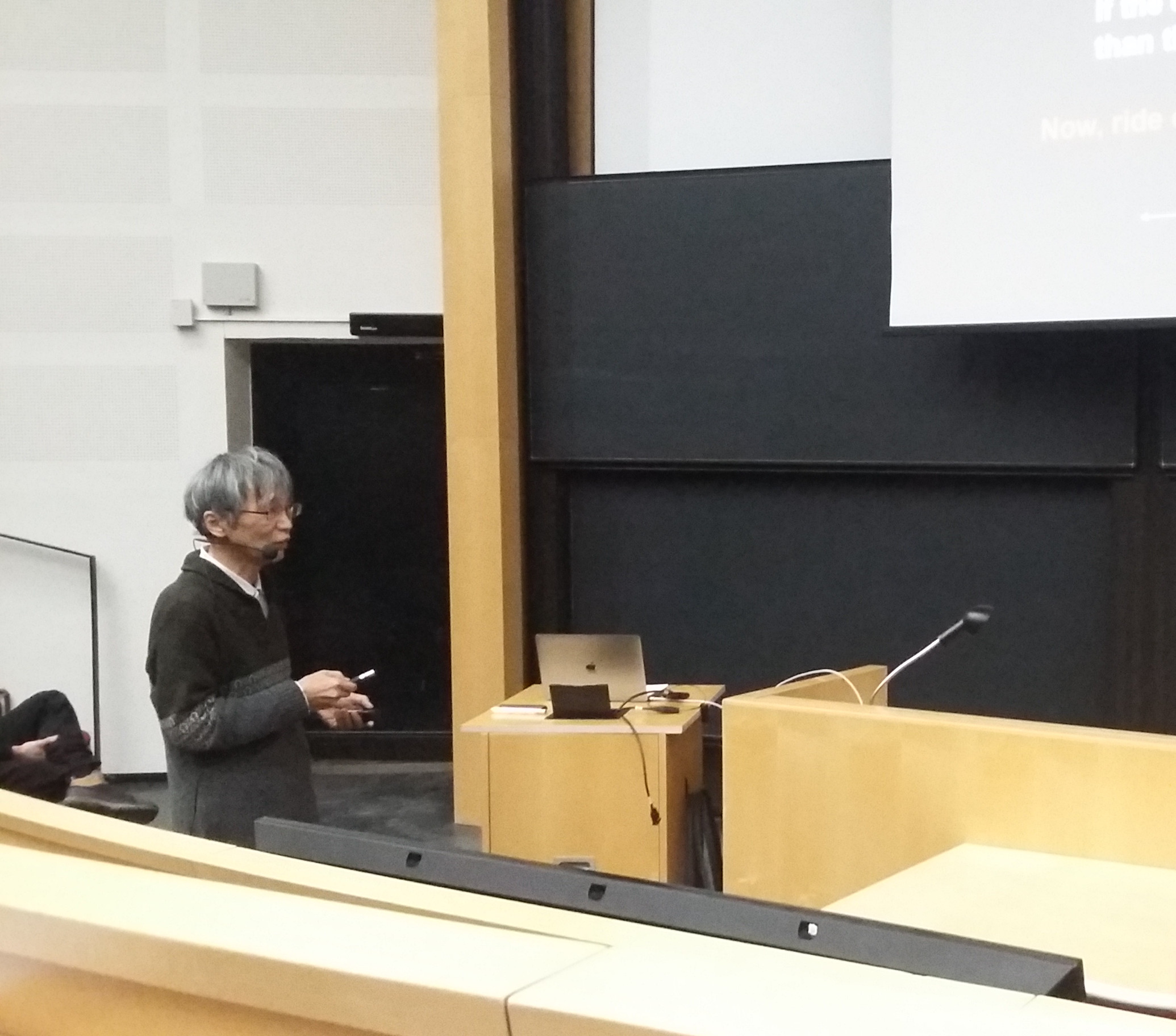
柳田 勉

1972年に静岡大学理学部化学科を卒業。1977年3月に広島大学大学院理工学研究科博士課程を修了し、理学博士の学位を取得する。同年日本学術振興会奨励研究員、1979年には東北大学理学部教務員を経て10月から教養部助手に就任。この間、シーソー機構を考案した。
1981年から2年間、当時の西ドイツ・ミュンヘン工科大学で客員研究員を務め、1985年の1月から10月にも同国・DESY研究所で客員研究員を経験。1986年4月には東北大学理学部助教授に昇進する。この1986年に、福来正孝とともに「レプトジェネシス」を提唱する。
シーソー機構の実績により、1989年に「ニュートリノ質量と統一理論」として西宮湯川記念賞を、1992年には「ニュートリノ質量におけるシーソー機構」の業績で仁科記念賞を受賞する。その後、東京大学大学院理学系研究科に移籍し、教授となる。
2003年にはフンボルト賞を受賞。2009年からは同大学国際高等研究所カブリ数物連携宇宙研究機構特任教授。2012年には「レプトン起源の宇宙のバリオン数非対称機構の提唱」の業績に対して、福来とともに第3回戸塚洋二賞（2011年度）を受賞する。2019年からは上海交通大学李政道研究所T. D. Lee Professor。

## 著書
- Masataka Fukugita and Tsutomu Yanagida (2003). Physics of neutrinos : and application to astrophysics. Springer. ISBN 978-3-662-05119-1